# Adolf Lindfors

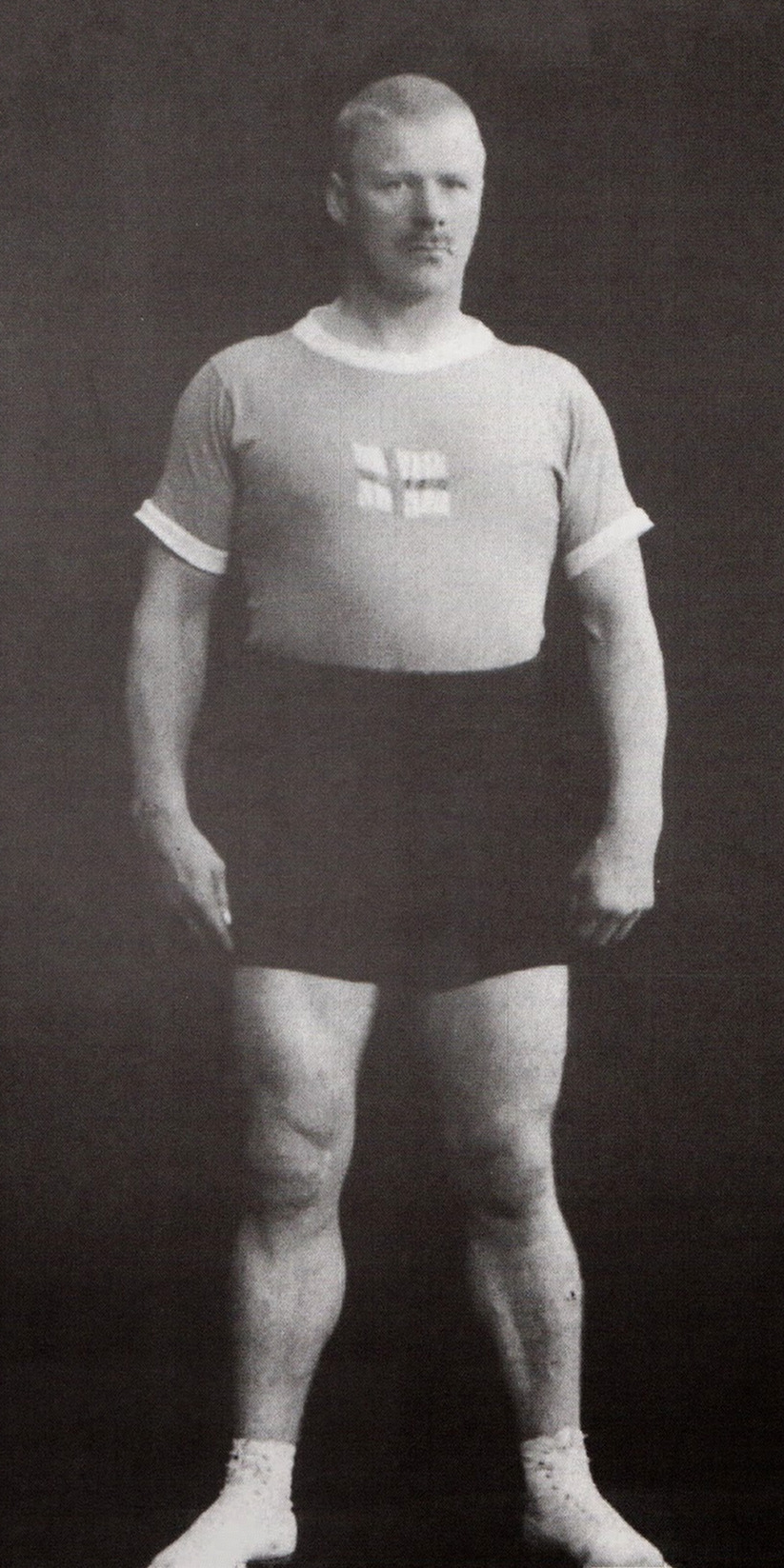
Adolf Lindfors, 1920

Adolf Valentin Lindfors (* 8. Februar 1879 in Porvoo; † 6. Mai 1959 ebenda) war ein finnischer Ringer.

## Karriere
Lindfors begann noch vor der Jahrhundertwende vom 19. zum 20. Jahrhundert bei dem Ringerverein Porvoon Akilles mit dem Ringen, hatte aber seinen größten Erfolg als schon über Vierzigjähriger, als er bei den Olympischen Sommerspielen 1920 in Antwerpen Olympiasieger im Schwergewicht wurde. Adolf Lindfors rang, wie damals in Europa üblich, im griechisch-römischen Stil, bei dem Griffe nur von der Hüfte an aufwärts zugelassen sind.
Adolf Lindfors war auch schon vor 1914 bei internationalen Meisterschaften erfolgreich. 1911 wurde er Vizeweltmeister und 1912 belegte er bei den Olympischen Sommerspielen in Stockholm den 7. Platz. Die finnische Meisterschaft im Schwergewicht gewann er viermal, das erste Mal bereits im Jahre 1905, das letzte Mal im Jahre 1913.
Die Ergebnisse der Meisterschaften, an denen er teilnahm, sind in den folgenden Abschnitten nachzulesen.

### Internationale Meisterschaften
(OS = Olympische Spiele, WM = Weltmeisterschaft, GR = griechisch-römischen Stil, S = Schwergewicht, damals über 82,5 kg Körpergewicht)
- 1911, 2. Platz, WM in Helsinki, GR, S, mit Siegen über Emil Backenius, Alex Järvinen und Johan Olin, alle Finnland u. einer Niederlage gegen Yrjö Saarela, Finnland,
- 1912, 7. Platz, OS in Stockholm, GR, S, mit einem Sieg über Alrik Sandberg, Schweden u. Niederlagen gegen Jakob Neser, Deutschland u. Søren Marius Jensen, Dänemark;
- 1920, Goldmedaille, OS in Antwerpen, GR, S, mit Siegen über André Gasiglia, Frankreich, Edward Willkie, Großbritannien, Edmond Dame, Frankreich u. Poul Hansen, Dänemark u. einer Niederlage gegen Anders Ahlgren, Schweden

## Finnische Meisterschaften
- 1905, 1. Platz, GR, S, vor Johannes Nieminen u. Hjalmar Meriluoto,
- 1907, 1. Platz, GR, S, vor J. Leppänen,
- 1908, 2. Platz, GR, S, hinter Yrjö Saarela u. vor Antti Kairame,
- 1909, 2. Platz, GR, S, hinter Saarela u. vor Viktor Saovaara,
- 1910, 1. Platz, GR, S, vor Alex Järvinen u. Antti Gavrilik (Kairama),
- 1912, 3. Platz, GR, S, hinter Salovaara u. Unno Pelander,
- 1913, 1. Platz, GR, S, vor Jussi Salila u. E. Palonen